# Pour l'amour d'un chien
 (mars 2021).
Si vous disposez d'ouvrages ou d'articles de référence ou si vous connaissez des sites web de qualité traitant du thème abordé ici, merci de compléter l'article en donnant les références utiles à sa vérifiabilité et en les liant à la section « Notes et références ».
Pour l'amour d'un chien (Miracle Dogs) est un film américain réalisé par Bryce W. Fillmore en 2003.

## Synopsis
Charley Logan (Josh Hutcherson), un petit garçon âgé de neuf ans, entreprend de trouver des familles d'accueil susceptibles d'adopter chacun des chiots issu de la portée d'Annie, une épagneule que sa famille a recueillie lors de son emménagement. Terri, la mère de Charley, est une infirmière qui tente de concilier comme elle le peut sa carrière et sa vie de famille avec son fils et son mari, le docteur Ben Logan. Charley découvre bientôt qu'Annie a un pouvoir miraculeux. Après bien des mésaventures, le jeune garçon et son chien engagent une course contre la montre pour sauver les chiots, menacés d'euthanasie à la fourrière...

## Fiche technique
- Titre : Miracle Dogs (titre original)
- Réalisation : Bryce W. Fillmore et Tag Entertainment
- Scénario : Craig Clyde
- Musique : Joseph Conlan et Julie Greaux
- Pays d'origine : États-Unis